# بهیمرولی
بهیمرولی (به لاتین: Bhimruli) یک روستا در بنگلادش است که در استان باریسال و در ناحیه جلوکاتی واقع شده‌است.